# Харківський гуманітарний університет «Народна українська академія»
Ха́рківський гуманіта́рний університе́т «Наро́дна украї́нська акаде́мія» — приватний вищий навчальний заклад IV рівня акредитації, розташований у м. Харкові.

## Історія

1 вересня 2007 року в академії пройшла церемонія освячення першої в місті Харкові студентської каплиці Святої Татіани. Перший камінь був закладений 25 січня 2005 року в день Святої мучениці Татіани

29 травня 1991 року відбулася установча конференція по створенню громадської організації «Народна українська академія». 27 липня 1991 р. новий навчальний заклад, що розмістився в міському Діловому та культурному центрі (колишній Будинок політпросвіти, нині ХарРІДУ НАДУ при ПУ) було зареєстровано Харківським облвиконкомом (посвідчення про реєстрації Статуту НУА № 13 від 27.07.91, рішення облвиконкому № 188 від 27.07.91). 12 травня 1993 р. громадська організація «Народна українська академія» була перереєстрована в товариство з обмеженою відповідальністю «Харківський гуманітарний інститут» зі збереженням номінальної назви «Народна українська академія» (розпорядження Харківського облвиконкому № 1856 від 12.05.93, реєстрація № 03829 від 12.05.93).
1 вересня 1991 р. почалися заняття в перших трьох класах профільної економіко-правової школи в особняку на вул. Авіаційній, 24. 10 жовтня відкрилася Дитяча недільна школа (пізніше перейменована в Дитячу школу раннього розвитку, ДШРР) для дітей 4-6 років. 3 січня 1992 р. почали роботу курси для абітурієнтів, які згодом були перетворені у факультет довишівської підготовки. 12 вересня 1992 р. відбулося відкриття Вищої гуманітарної школи НУА. Почали роботу два факультети: «Бізнес-управління» (спеціальність — економіка підприємства) і «Референт-перекладач» (спеціальність — прикладна лінгвістика). 13 вересня в актовому залі Ділового й культурного центру відбулася перша посвята в студенти Харківського гуманітарного інституту «Народна українська академія». Перший набір склав 154 осіб, із яких 107 сталі студентами факультету «Бізнес-управління», а 47 — факультету «Референт-перекладач». В 1997 р. відбувся перший випуск 58 студентів факультету «Бізнес-управління» і 15 — факультету «Референт-перекладач». 4 жовтня 1992 року було затвержено перші чотири кафедри: економічних дисциплін; правознавства; загальнотеоретичних дисциплін; англійської філології. Улітку 1993 р. при факультеті «Бізнес-управління» було відкрите нове відділення соціальних працівників, що згодом перетворилося в самостійний факультет «Соціальний менеджмент». 18 червня 1993 року ХГІ «НУА» одержав ліцензію Міністерства освіти України по трьох напрямках (ліцензія № 2-2/1-151 від 30.06.93): «Економіка. Економіка підприємства», «Соціологія. Прикладна соціологія», «Філологія. Прикладна лінгвістика». У серпні-вересні 1994 р. внз переїхав у колишнє приміщення проектного інституту на вул. Лермонтівскій, 27 (де дотепер і розміщується).
9 квітня 2002 р. рішенням ДАК ХГІ «НУА» одержала IV рівень акредитації в повному обсязі й статус університету.

## Ректори
- 1991 — 2011 Астахова Валентина Іларіонівна, доктор історичних наук, професор.
- 2011 — теперішній час Астахова Катерина Вікторівна, доктор історичних наук, професор.

## Корпуси та кампуси
Навчальні корпуси ХГУ «НУА» розміщуються в центрі м. Харкова.
ХГУ «НУА» має необхідні споруди та приміщення, що потрібні для повноцінної організації навчального процесу, а саме: бібліотеку з фондом понад 160 тис. примірників, читальні зали, сховища та приміщення для організації роботи цього напрямку. При Центрі науково-гуманітарної інформації функціонує медіатека, Інтернет, спеціалізована освітянська бібліотека (структурний підрозділ ЦНГІ). Працюють спортивні та актовий зали, зал тренажерів та гімнастичний зал, спортмайданчики.
У власності комплексу — медична служба, яка має самостійні приміщення, сучасну апаратуру та обладнання; стоматологічні, фізіотерапевтичні, масажний кабінети. Укладено договір з міською студентською поліклінікою, де обслуговуються викладачі та студенти.
Функціонують їдальня, бар, два буфети, кафе. Створено музей історії ХГУ «НУА», виділено приміщення для студентської профспілки, студентського клубу та громадської організації студспілки. Введено до дії камінний зал на 60 місць для проведення заходів театрально-музичної спрямованості.

## Структура, спеціальності
Діють три основних факультети:
- «Бізнес-управління»;
- «Референт-перекладач»;
- «Соціальний менеджмент».

А також:
- Центр довишівської підготовки;
- Центр додаткової освіти;
- Факультет заочно-дистанційного навчання;
- Факультет післядипломної освіти;
- Факультет додаткових спеціальностей.

Центр додаткової освіти є структурним підрозділом факультету післядипломної освіти, що здійснює підвищення кваліфікації по спеціальностях:
- Економіка підприємства;
- Соціологія (викладач соціологічних дисциплін);
- Соціологія управління;
- Переклад (англійська мова).

Підготовка аспірантів здійснюються в НУА за спеціальностями:
- 051 — Економіка;
- 054 - Соціологія;
- 035 — Філологія.

## Особи, що навчаються
Студентський союз НУА створено в 1996 р. 23 червня 2005 р. студсоюз став лауреатом Премії Кабінету Міністрів України за внесок молоді у розвиток держави.
Див. також Студенты НУА напомнят харьковчанам о воинской доблести и великой Победе

## Відомі випускники
- Белоусова Світлана — факультет «Референт-перекладач»’1998 рік — доцент КНУ ім. Тараса Шевченка[2]
- Майборода Роман — факультет «Бізнес-управління»’2007 рік — голова Асоціації выпускників НУА, генеральний директор компании «HoReCa Consulting»[3]
- Чернишов Олексій Михайлович — факультет «Бізнес-управління»’1999 рік — український бізнесмен, інвестор[2]
- Cанін Андрій - факультет «Бізнес-управління»’2001 рік, генеральний директор  ТОВ  ІПК «АМ Групп»
- Мовчан Іван - факультет «Бізнес-управління»’2007 рік, засновник та директор НВФ «Української вагової компанії»
- Лашин Петро - факультет «Бізнес-управління»’2003 рік, начальник Управління економіки і фінансів ДСНС України у Харківській області
- Коляда Євген - факультет «Референт-перекладач», співголова Єдиного координаційного гуманітарного центру у Харківський області
- Панасенко Любов - факультет «Соціальний менеджмент»’2003 рік, директор з персоналу в Східній Європі, компанія DP World

## Бібліотека
Центр науково-гумантірної інформації(ЦНГІ) створений на базі навчальної бібліотеки університету 19 лютого 1996 р. для комплексного забезпечення навчально-виховного процесу та науково-дослідної роботи. З 2001 ЦНГІ — методичний центр для бібліотек приватних ВНЗ України.
Див. також ЦНГІ

## Цікаві факти
- Перший приватний вищий навчальний заклад України (заснований 29 травня 1991 року).
- Біля вишу побудована силами НУА перша в місті студентська каплиця Св. Татіани. Будували каплицю два роки: перший камінь символічно заклали в 25 січня 2005 року — у День Тетяни, покровительки студентів, 27 лютого 2007 р. відбулося освячення й установка хреста, а відкрили 1 вересня 2007.

## Почесні доктори та випускники
- Захаров Василь, менеджер виробничих фінансів регіонів Східна Європа та Середня Азія компанії «Philip Morris International Inc.» (Швейцарія).
- Остапчук Катерина, керуючий консультант представництва Австрійської групи «Нойманн Партнерс Україна».
- Бартян Іван, директор дочірнього підприємства «MGF-private Ltd».

## Почесні доктори
- Астахова Валентина Іларіонівна, почесний доктор Інституту вищої освіти Академії педагогічних наук України, почесний професор Міжнародного інституту лінгвістики і права.
- Астахова Катерина Вікторівна, почесний доктор філософії освіти Вісконсинського міжнародного університету.

## Нагороди та репутація
- Рейтинг Міністерства освіти і науки, молоді та спорту України. Серед трійки найкращих приватних ВНЗ.
- Консолідований рейтинг ВНЗ України (http://ru.osvita.ua/vnz/rating/25712). НУА у трійці найкращих приватних ВНЗ України. Міжнародний рейтинг «Вебометрікс». 8 місце серед ВНЗ м. Харкова (https://web.archive.org/web/20111013185528/http://www.webometrics.info/ .).
- Рейтинг ВНЗ України «Компас». НУА ввійшла в ТОП-10 найкращих ВНЗ від випускників.